# Wallfahrtskapelle Nüchternbrunn

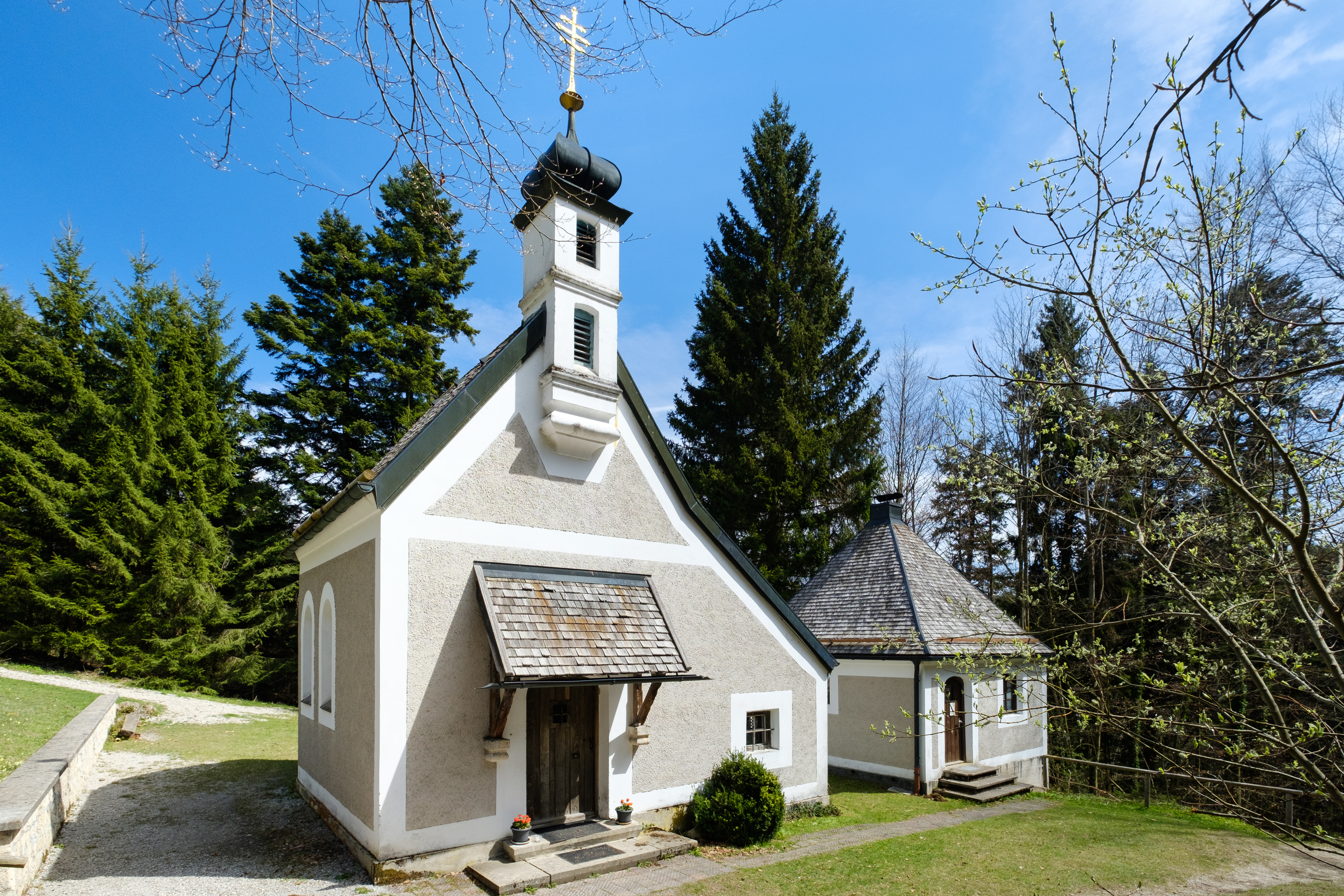
Kapelle und Klause, Frontansicht

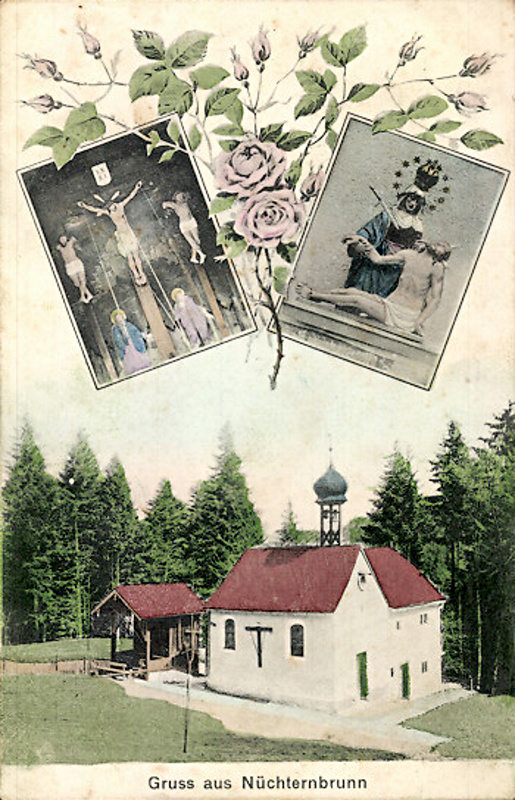
Postkarte von 1908: Ansicht der damaligen Kapelle mit angebauter Klause. Darüber das ehemalige Altarbild mit der Kreuzigungsszene und die Pietà. Der Rosenstock steht für die schmerzhafte Muttergottes

Die Wallfahrtskapelle Nüchternbrunn ist eine der Schmerzhaften Muttergottes geweihte Kapelle auf 802 m Höhe am Taubenberg in der Gemeinde Warngau im Landkreis Miesbach. Zu ihr findet jährlich anlässlich des Gedächtnisses der Schmerzen Mariens am 15. September eine Wallfahrt statt. Die Anlage besteht aus der Kapelle, einer Klause und der heute in einem einfachen Becken gefassten heiligen Quelle. 
Sie ist nach der Quelle benannt, die ursprünglich als Niederbrunn bezeichnet wurde, weil sie unterhalb von weiteren Quellaustritten am Taubenberg liegt. Aus der Benennung entwickelte sich durch mundartliche Verschleifung und phonetischer Niederschrift der heutige Name. Wie die anderen Quellen speist sie den Farnbach, einen Zufluss der Mangfall. 

## Geschichte

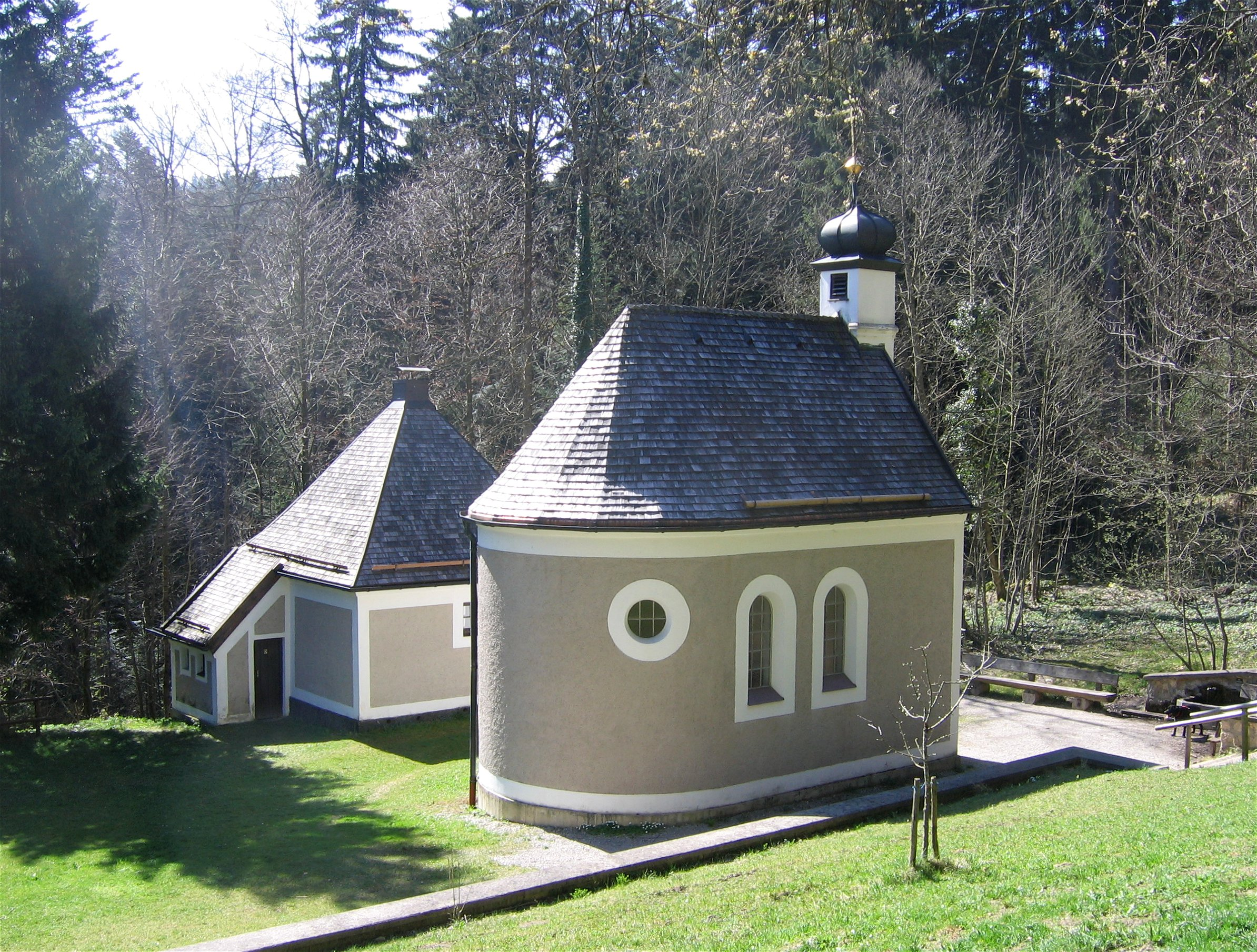
Kapelle, Klause und vor der Kapelle die gefasste Quelle. Blick von Nordost

Schon seit mindestens dem 17. Jahrhundert gilt die Quelle als heilkräftig bei Augenleiden. Rund um das Jahr 1700 stand bei der Quelle eine hölzerne Klause, bis 1710 der Propst des Klosters Weyarn einen erhaltenen Brief nach München schrieb und um die Genehmigung zur Errichtung einer Kapelle und einer dauerhaften Klause bat. 
Als diese erteilt wurde, übernahm ein hoher Beamter am bayerischen Hof, der aus Osterwarngau stammende Hofratssekretär Urban Höger, die Kosten des Baus. Es entstand eine einfache, barocke Kapelle, die den fünf Wunden Christi geweiht wurde. An die Kirche war eine kleine Unterkunft für den Eremiten angebaut. Außerdem wurde die Quelle in einem Brunnenhaus gefasst, so dass der „Quell den fünf Wunden des Gekreuzigten entsprang.“ Zugleich begann die Tradition der Wallfahrten nach Nüchternbrunn.
Die Kapelle brannte um 1770 ab, wurde aber kurz darauf neu errichtet. Die Kosten dafür trugen Bauern aus der Umgebung, insbesondere Georg Heiler aus Schmiedham. Ein Eremit zog in die neue Klause aber wohl erst 1852 ein. Zu einem unbekannten Zeitpunkt vor 1850 wurde das Altarbild des Gekreuzigten durch eine Pietà ersetzt und die Kapelle ist seitdem der Schmerzhaften Muttergottes geweiht. Das Kreuzigungsbild wurde in einen Anbau gestellt. Eine Vielzahl von Votivtafeln zeigte den lebhaften Ausdruck der Volksfrömmigkeit und die Teilnahme der Bevölkerung an den Wallfahrten. 1870 wurde der 100. Jahrestag der Wallfahrten mit großem Aufwand gefeiert und noch in den 1920er Jahren wurde an jedem Feiertag eine Heilige Messe in der Kapelle gelesen.

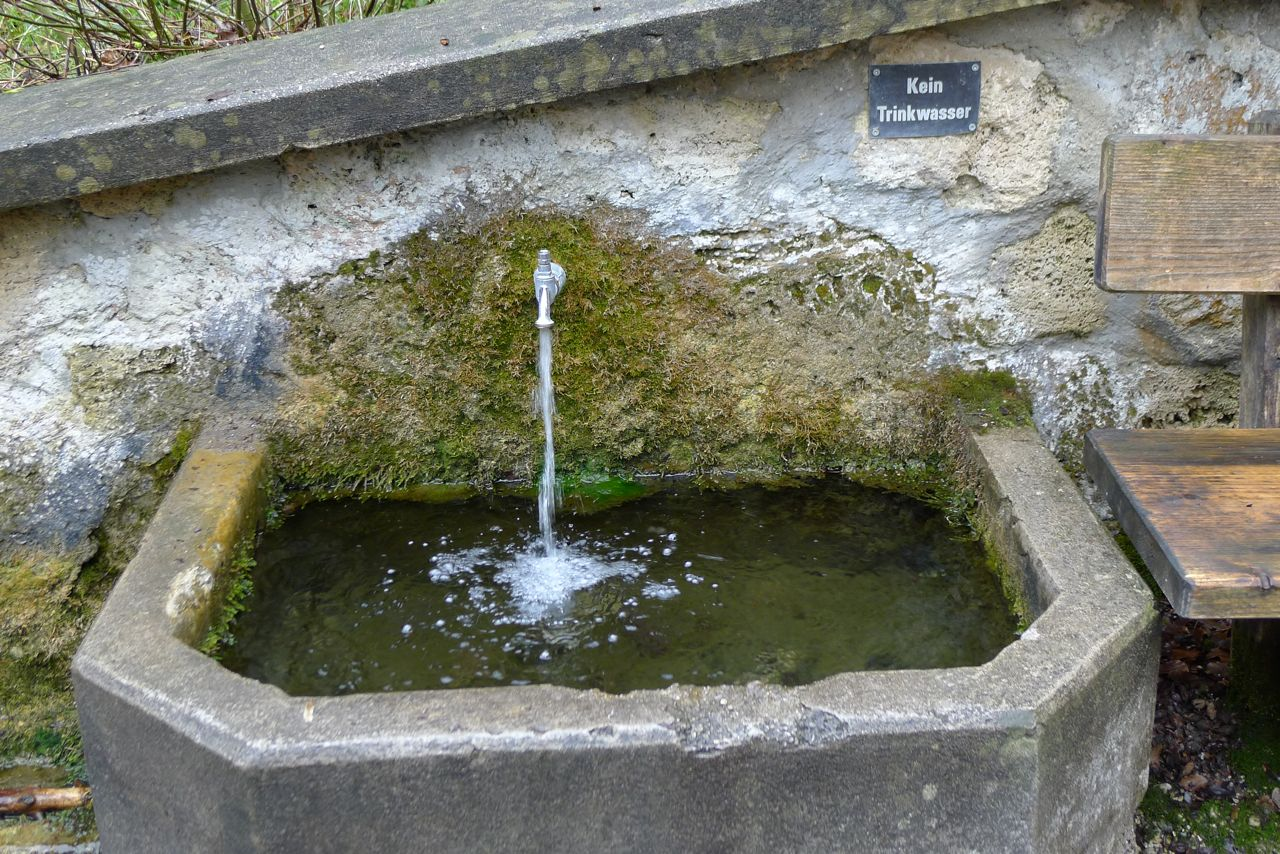
Die in einem einfachen Becken gefasste Quelle

1940 brannten Kapelle und Klause erneut ab. Nur der Altar und die Pieta konnten aus der Kapelle gerettet werden, das Brunnenhaus blieb unversehrt. Die nationalsozialistischen Behörden erteilten keine Genehmigung für den Wiederaufbau, so dass dieser erst 1945/46 nach Plänen von Richard Steidle und durch Eigenleistung der Bevölkerung begonnen werden konnte. Diesmal wurde die Klause von der Kapelle abgesetzt errichtet. Das barocke Brunnenhaus mit der Figur des Gekreuzigten, aus dessen Wunden das Wasser austrat, wurde 1947 abgerissen, weil es nicht mehr dem Zeitgeschmack entsprach. Die Quelle wurde stattdessen verrohrt und in einem einfachen Becken gefasst. Bis 1961 lebte ein Klausner in dem Nebengebäude.

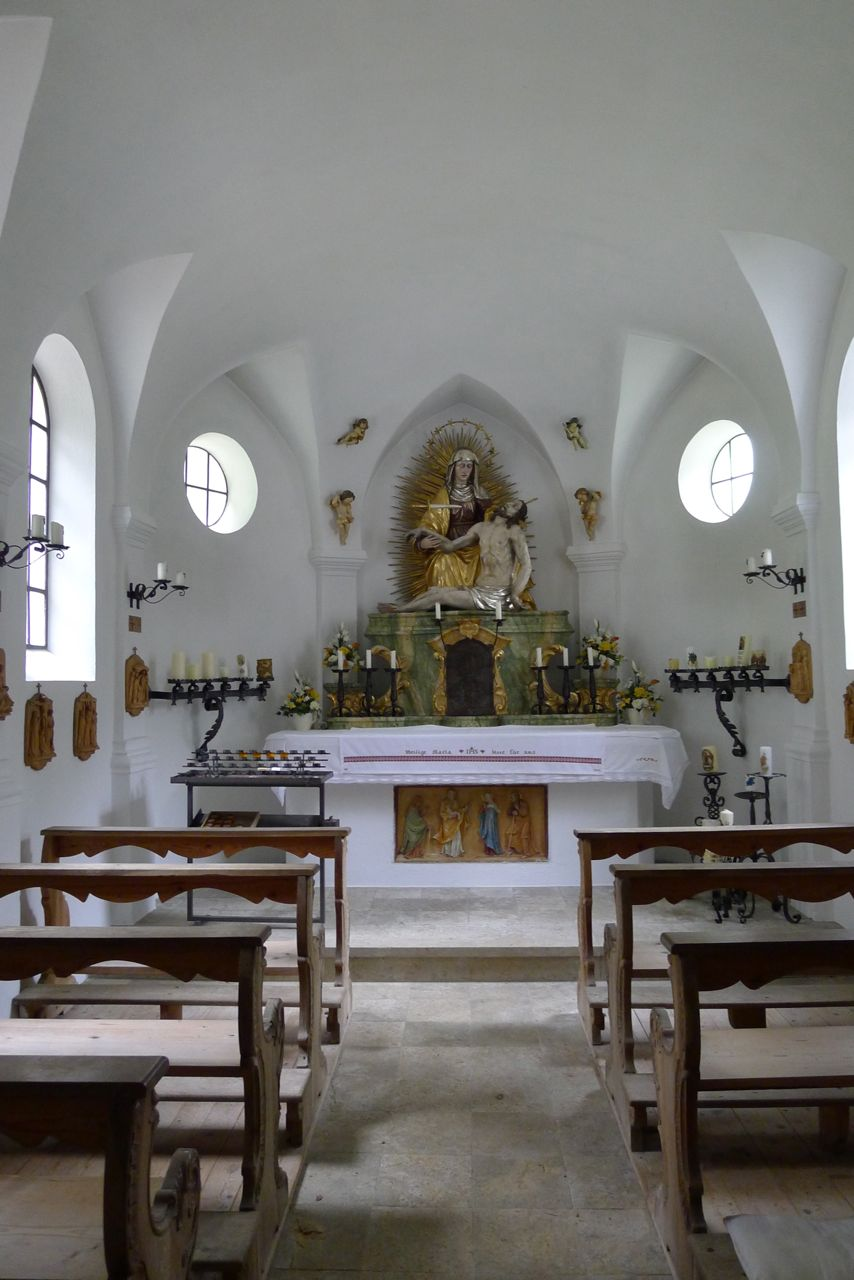
Innenraum der Kapelle

## Nüchternbrunn heute
Die Kapelle besteht aus einem einfachen Saalbau mit etwa sieben Meter Länge bei einer Breite von etwas über drei Meter und einer halbrunden Apsis. Außerdem einem Anbau mit einer kleinen Sakristei. Kirchenbänke bieten Platz für etwa 16 Personen. Sie ist mit Schindeln gedeckt, auf dem Westgiebel sitzt ein Türmchen aus halb Erker, halb Dachreiter mit einer Zwiebelhaube und einer Glocke. Die Fassaden sind verputzt, das Schiff weist drei Rundbogenfenster und zwei kleine runde Fenster in der Apsis auf.
Die Klause liegt südlich der Kapelle und ist wie diese verputzt und geschindelt. Beide Bauten haben Fundamente aus Beton. Um die Kapelle stehen ein Freiluftaltar und ein größerer Unterstand. Oberhalb der Kapelle erinnert ein Kreuz an die letzten beiden Klausner von Nüchternbrunn: Frater B. Brettschneider (* 25. Mai 1882; † 23. Juni 1947) und Michael Schöttl († 1961).
Zur Kapelle Nüchternbrunn führt von Osterwarngau ein Stationsweg mit 15 Stationen, die mit Tafelgemälden im naiven Stil gehalten sind. Der Rosenkranzweg, auch Taferlweg genannt, zeigt die fünfzehn traditionellen Rosenkranzgeheimnisse. Die ersten fünf Tafeln stehen für den freudenreichen, die nächsten fünf für den schmerzhaften und die letzten fünf für den glorreichen Rosenkranz.

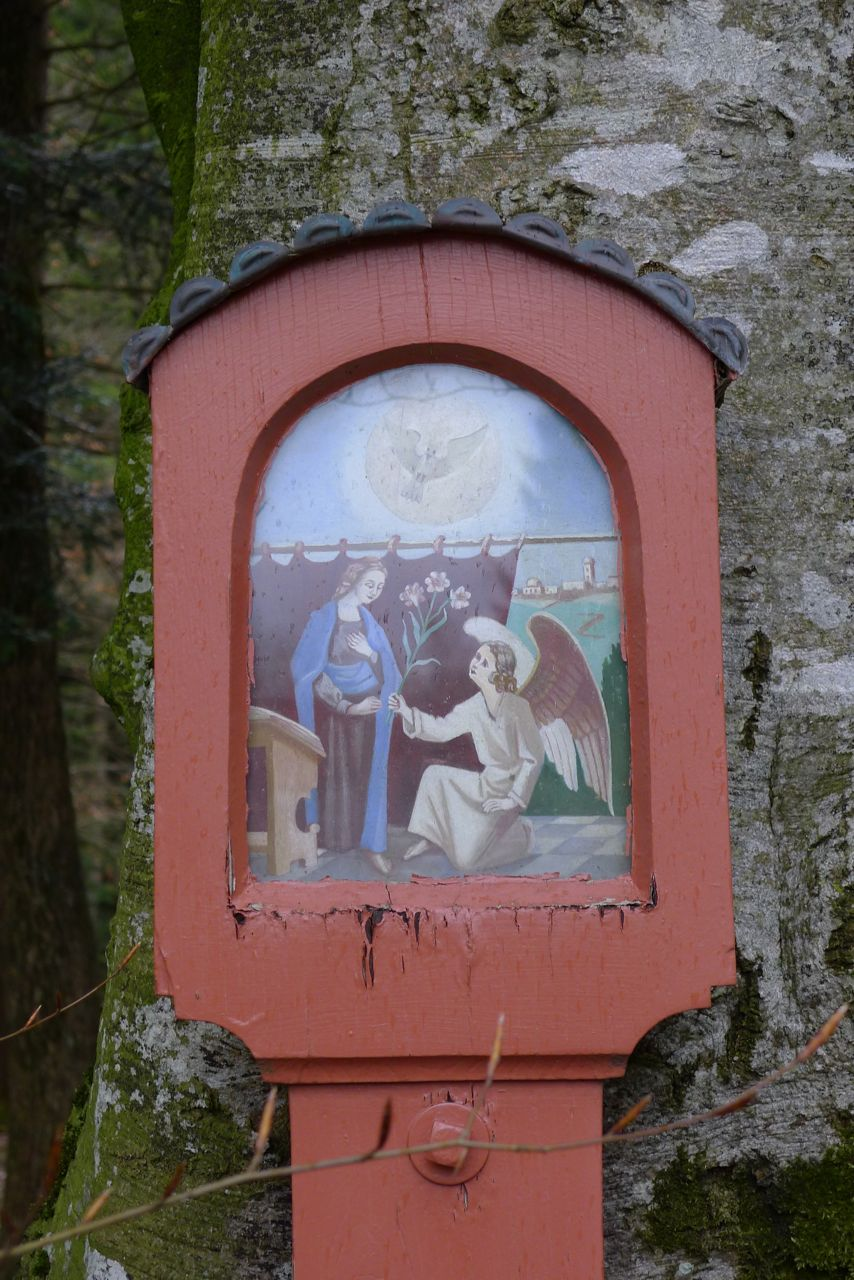
Station I – Den du, o Jungfrau, vom Heiligen Geist empfangen hast
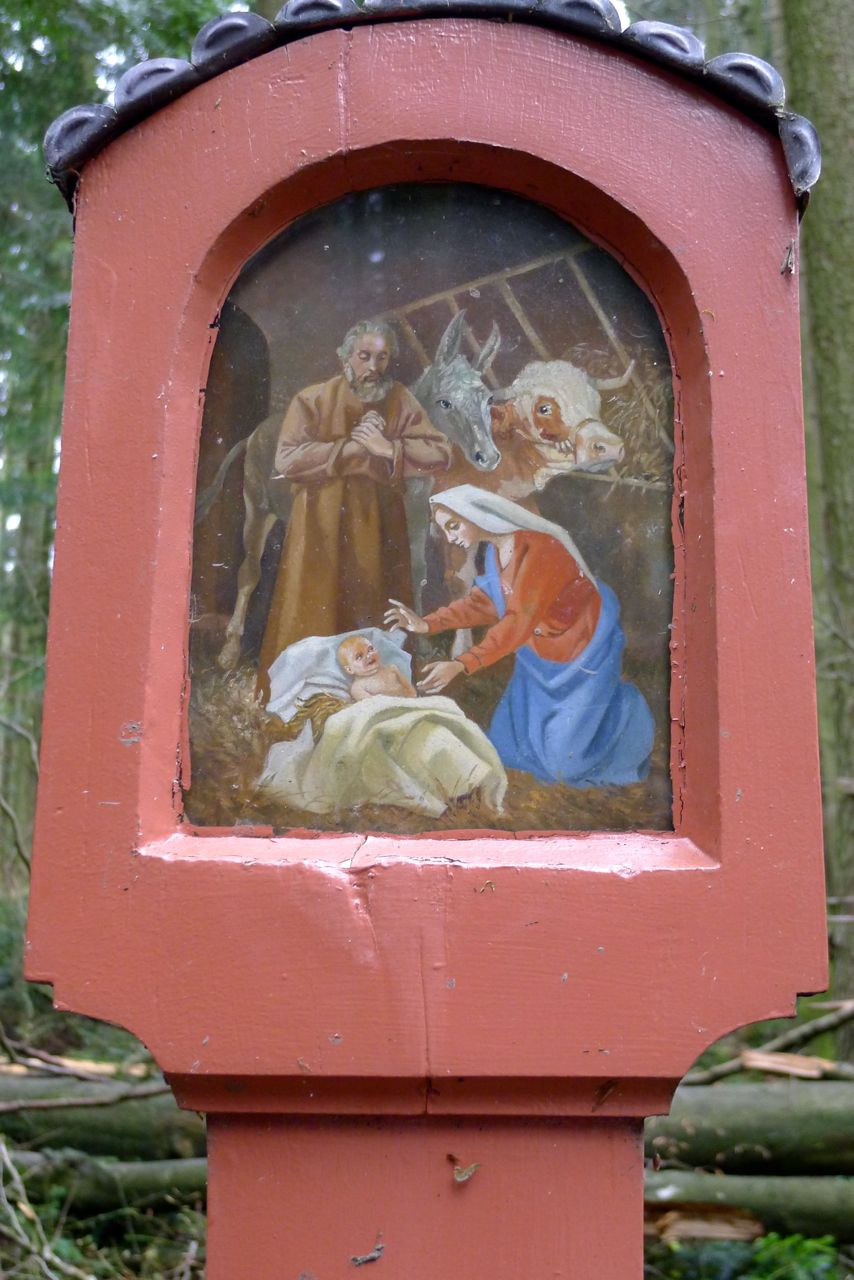
Station III – Den du, o Jungfrau, zu Betlehem geboren hast
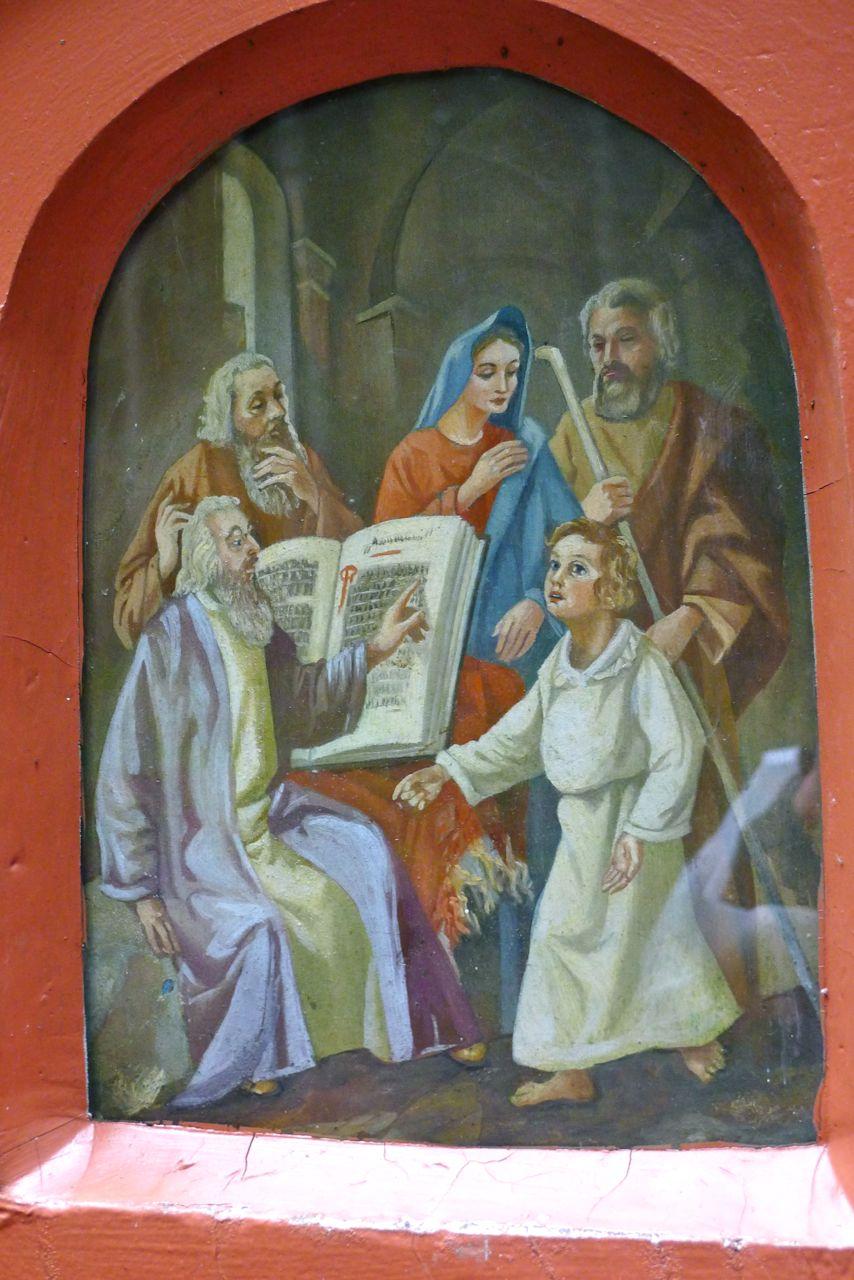
Station V – Den du, o Jungfrau, im Tempel wiedergefunden hast
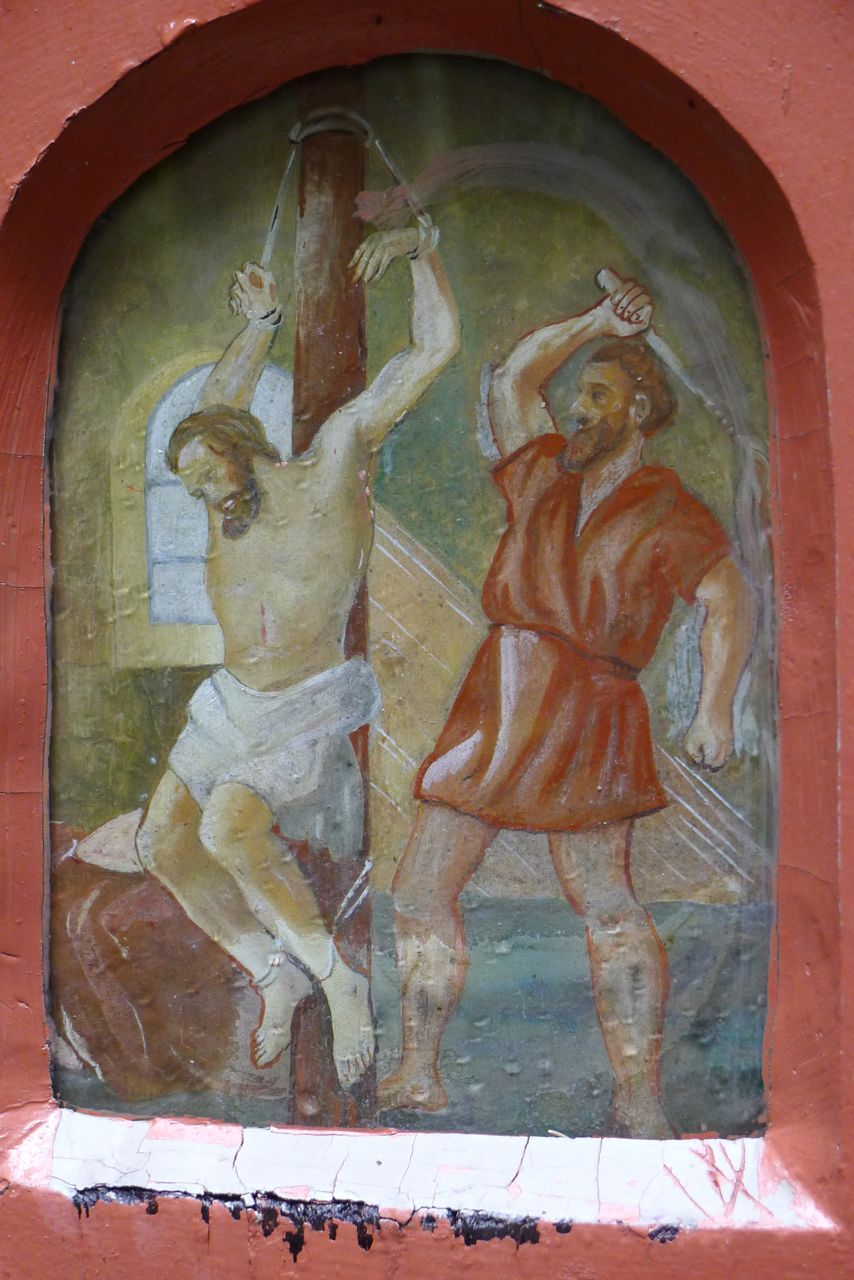
Station VII – Der für uns gegeißelt worden ist
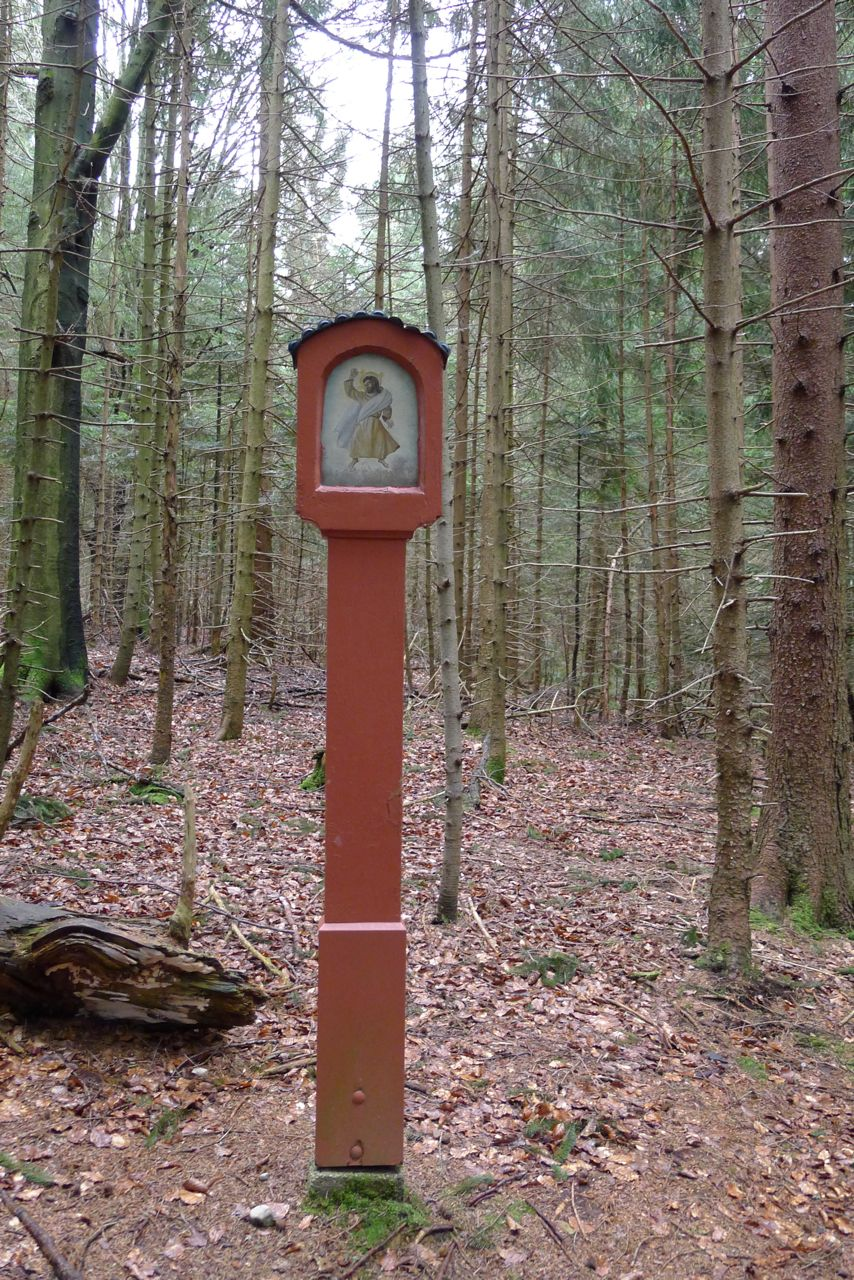
Station XII – Der in den Himmel aufgefahren ist
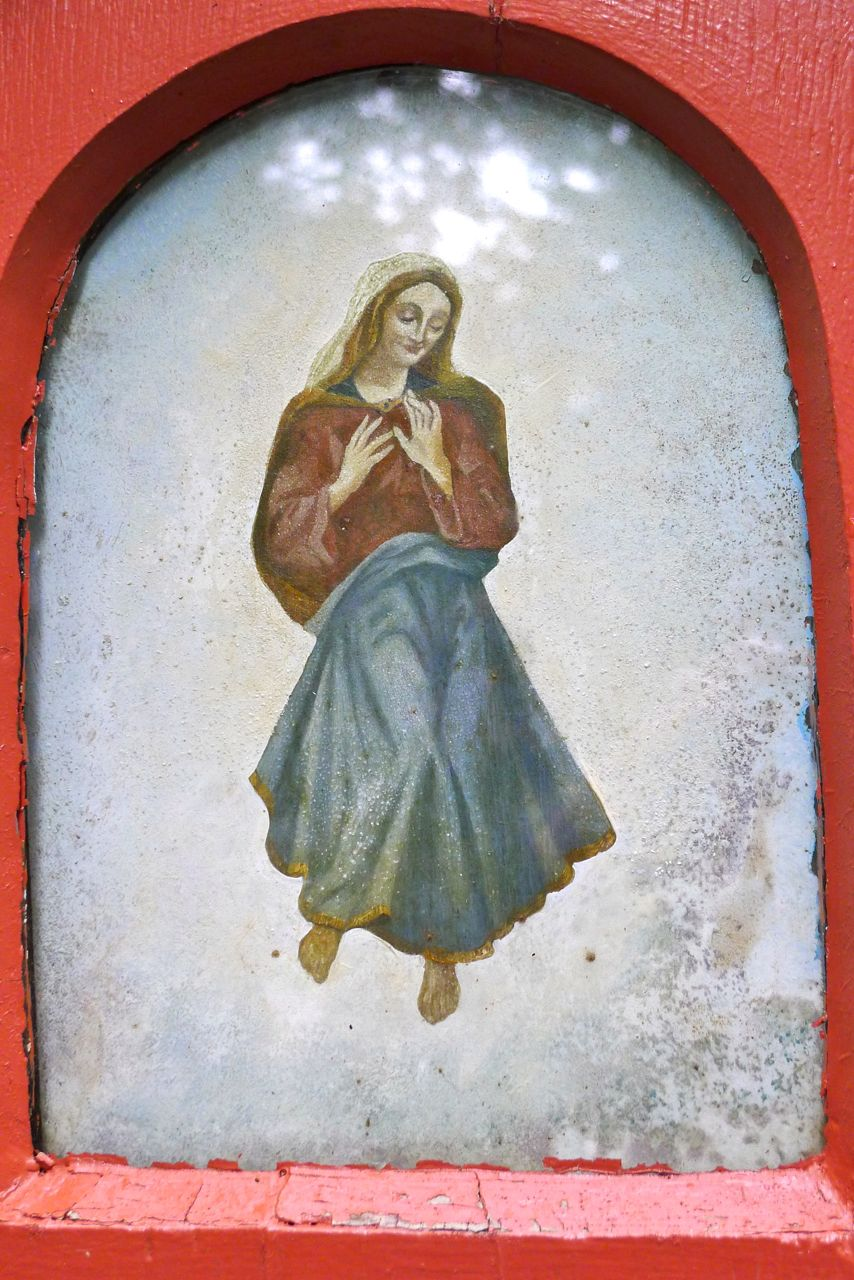
Station XIV – Der dich, o Jungfrau, in den Himmel aufgenommen hat

Die Kapelle ist nur im Sommer am Sonntagnachmittag für ein Rosenkranzgebet geöffnet. Messen finden zweimal im Jahr statt: Ende Juni und am Tag des Gedächtnis der Schmerzen Mariens, dem 15. September, im Rahmen der Wallfahrt. Zudem gibt es eine jährliche Maiandacht. Die Kapelle ist außerdem ein beliebtes Ziel für Wanderungen am Taubenberg. Entlang dem Farnbachtal und über Nüchternbrunn verläuft der Meditationsweg, der einen Teil des Jakobsweg-Netzes bildet und von Bad Aibling über Irschenberg und Weyarn nach Holzkirchen ausgeschildert ist.
Die Quelle gilt weiterhin als wirksam bei Augenleiden. Pilger und vor allem die Teilnehmer der Wallfahrt waschen sich mit dem Wasser die Augen aus. Kapelle und Klause stehen unter Denkmalschutz.